# Trinculo (Mond)
 Trinculo  (auch Uranus XXI) ist der sechstäußerste der 27 bekannten und der viertinnerste der äußeren retrograden irregulären Monde des Planeten Uranus. Er ist einer der kleinsten, wenn nicht der kleinste der natürlichen Satelliten des Planeten.

## Entdeckung und Benennung
Trinculo wurde am 13. August 2001 durch ein Team bestehend aus den Astronomen Matthew J. Holman, John J. Kavelaars, und Dan Milisavljevic entdeckt. Die Aufnahmen wurden durch das 4-Meter-Blanco-Teleskop am Cerro Tololo Inter-American Observatory in Chile angefertigt. Er war der erste Mond des Uranus, der im 21. Jahrhundert entdeckt wurde. Bald nach den Aufnahmen, auf denen auch Francisco, Ferdinand und eigentlich auch Margaret zu sehen waren, verloren die Astronomen unglücklicherweise die Spur des Mondes wieder. Da die Umlaufbahn daher nicht gesichert werden konnte, entschied die Internationale Astronomische Union, die Entdeckung nicht zu veröffentlichen. Es war Brett J. Gladman, der Trinculo auf Aufnahmen vom 5. September 2002 des Paranal-Observatoriums in Chile wieder aufspürte. Matthew Holman und Tommy Grav bestätigten daraufhin die Wiederentdeckung durch Aufnahmen am CTIO vom 13. August 2002. Die Entdeckung wurde am 30. September 2002 bekannt gegeben; der Mond erhielt zunächst die vorläufige Bezeichnung S/2001 U 1.
Am 8. August 2003 hat der Mond dann den offiziellen Namen Trinculo erhalten, wie alle irregulären Uranusmonde außer Margaret nach einer Gestalt in William Shakespeares Der Sturm. Trinculo ist ein betrunkener Narr, der anfänglich mit Caliban und Stephano plant, den Zauberer Prospero zu töten, doch Trinculo besinnt sich später darauf, sich nur jemandem anzuschließen, bei dem er sein eigener Herr sein kann.
Bislang wurden alle Uranusmonde nach Figuren von Shakespeare oder Alexander Pope benannt. Die ersten vier entdeckten Uranusmonde Oberon, Titania, Ariel und Umbriel wurden nach Vorschlägen von John Herschel, dem Sohn des Uranus-Entdeckers Wilhelm Herschel, benannt. Später wurde die Tradition der Namensgebung beibehalten.

## Bahneigenschaften

Einordnung in die irregulären Monde

Trinculo umläuft Uranus auf einer retrograden, für einen irregulären Mond relativ leicht elliptischen Umlaufbahn zwischen 6.600.000 und 10.400.000 km von dessen Zentrum (Große Bahnhalbachse 8.504.000 km). Die Bahnexzentrizität beträgt 0,2194, die Bahn ist 166,93° gegenüber der Ekliptik geneigt. Trinculo ist über 14 mal so weit von Uranus entfernt wie der äußerste reguläre Mond Oberon.
Bedingt durch die große Distanz zu Uranus und gravitative Störungen durch die Sonne und andere Faktoren sind die Bahnparameter dadurch möglicherweise variabel; der Mond könnte vielleicht auch (wieder) in eine heliozentrische Umlaufbahn gelangen.
Trinculo ist ein Mitglied der Caliban-Gruppe, einer Untergruppe der irregulären Monde mit moderater Exzentrizität und hohen Bahnneigungen zwischen 140° und 170°, zu der auch Francisco, Caliban und Stephano gehören. Innerhalb dieser Gruppe fällt Trinculo als einziger jedoch durch die um etwa 20° höhere Bahnneigung auf und stellt dadurch eine eigene dynamische Gruppe dar.
Die Umlaufbahn des nächstinneren Mondes Stephano ist im Mittel etwa 800.000 km von Trinculos Orbit entfernt, die Entfernung der Bahn des nächstäußeren Mondes Sycorax beträgt im Mittel etwa 3,67 Millionen km.
Trinculo umläuft Uranus in rund 758 Tagen beziehungsweise rund 2 Erdjahren. Trinculo benötigt für einen Umlauf um Uranus fast genau so lange wie der Planet Mars um die Sonne.

## Physikalische Eigenschaften
Trinculo hat einen Durchmesser von geschätzten 18 km, beruhend auf dem für ihn angenommenen Rückstrahlvermögen von 4 %. Die Oberfläche ist damit jedenfalls ausgesprochen dunkel. Trinculo ist höchstwahrscheinlich der kleinste bekannte Uranusmond, seine Größe könnte höchstens von dem 2003 entdeckten Cupid unterboten werden. Er ist jedenfalls der lichtschwächste Mond im gesamten Uranussystem.
Trinculos Dichte wird auf 1,5 g/cm3 geschätzt. Damit dürfte der Mond zum überwiegenden Teil aus Wassereis und silikatischem Gestein zusammengesetzt sein. An seiner Oberfläche beträgt die Schwerebeschleunigung 0,004 m/s2, dies entspricht etwa 0,4 ‰ der irdischen. Trinculo erscheint im Spektrum in grauer Farbe.

## Entstehung
Es wird angenommen, dass Trinculo ein eingefangenes Objekt des Kuipergürtels ist und nicht in der Akkretionsscheibe, die das Uranussystem formte, entstanden ist. Es ist denkbar, dass der Mond von einem Kuipergürtelobjekt zunächst zu einem Zentauren wurde und daraufhin durch Uranus eingefangen wurde. Der exakte Einfangmechanismus ist nicht bekannt, doch das Einfangen eines Mondes benötigt die Dissipation von Energie. Die Hypothesen reichen von Einzug von Gas der protoplanetaren Scheibe, Interaktionen im Rahmen des Mehrkörperproblems und Einfang durch die stark anwachsende Masse von Uranus.